# SolarCity

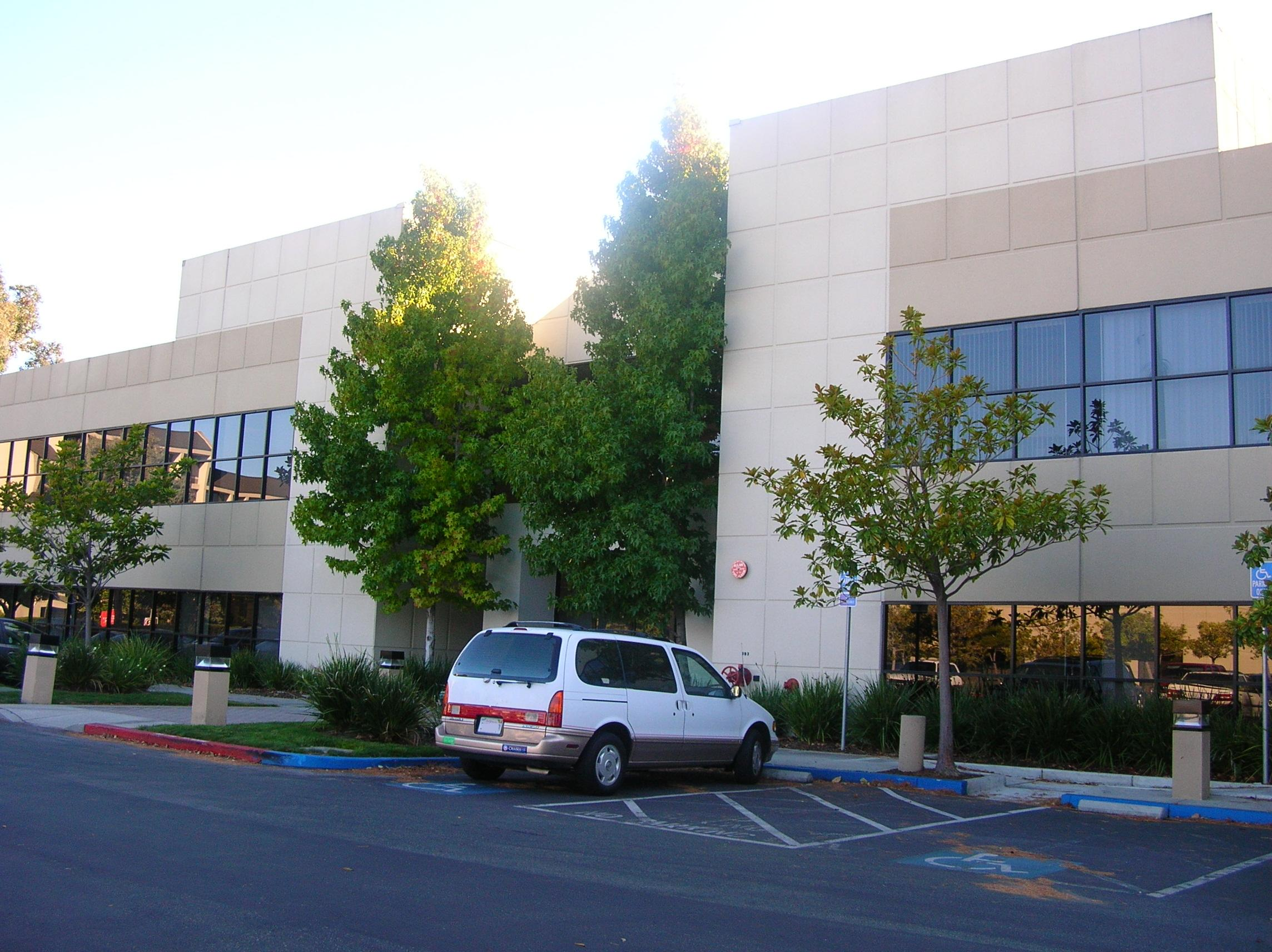
Sede inicial de SolarCity en Foster City, California (Estados Unidos).

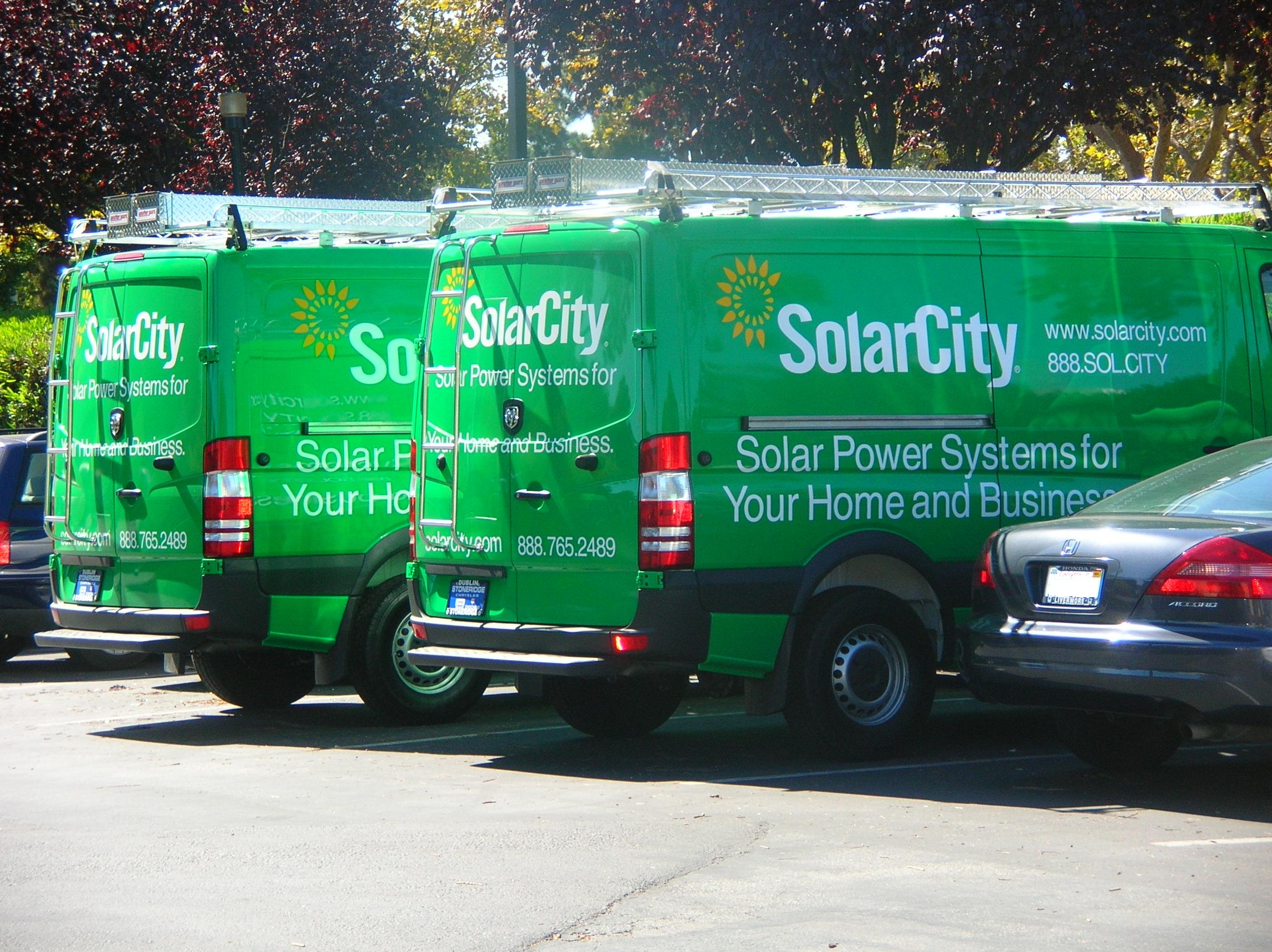
Vehículos de instalación con el logotipo de Solar City

Tesla Energía (en inglés Tesla Energy), anteriormente denominada SolarCity Corporation, es una empresa estadounidense subsidiaria de Tesla, Inc., especializada en energía solar. Provee servicios de energía a los propietarios de viviendas, empresas y organizaciones no gubernamentales/sin ánimo de lucro. Entre sus principales servicios, la empresa diseña, financia e instala sistemas de energía solar (incluyendo el alquiler de placas solares), realiza auditorías de eficiencia energética, modernizaciones y construcción de estaciones de carga para vehículos eléctricos, que utilizan electricidad renovable. La empresa contaba con más de 2.500 empleados a diciembre de 2012.
Tesla adquirió SolarCity en 2016, a un costo de aproximadamente 2.600 millones de dólares (equivalente a 3.300 millones de dólares en 2023) y reorganizó su negocio solar en Tesla Energy.
SolarCity ha crecido en los últimos años para satisfacer la creciente instalación de sistemas de energía solar fotovoltaica en Estados Unidos. El Mercado de EE. UU. ha crecido de 440 MW de paneles solares instalados en 2009 a 6.200 megavatios en 2014. En 2024, la electricidad renovable representó el 22,68% de la electricidad generada.

## Tesla Motors
SolarCity utiliza baterías de Tesla Motors, otra empresa de Elon Musk, para almacenar electricidad renovable.
De hecho, en otoño de 2016, se dio un gran paso más allá en la colaboración entre las dos empresas y Tesla Motors inició el proceso de fusión con SolarCity.

## Solar Roof
El 28 de octubre de 2016 Elon Musk presentó el Solar Roof en un vecindario en el que se había cambiado el tejado tradicional a cuatro casas. Es un sistema de tejas de vidrio que incorpora células fotovoltaicas. Musk destacó que eran bonitas, asequibles y se integraban con la casa proporcionando mejor aislamiento. Ante la caída de objetos pesados presentan una resistencia superior a las tejas de arcilla o de pizarra. Presentó los modelos Textured Glass Tile, Slate Glass Tile, Smooth Glass Tile y Tuscan Glass Tile.
Musk señaló que Tesla estaba en situación de proporcionar una solución global a las necesidades del ciclo de energía de cualquier familia:
- Generación con SolarCity y Solar Roof.
- Almacenamiento con Powerwall y Powerpack.
- Transporte con Tesla Roadster, Model S, Model X y Model 3 (a partir de 2017).[6]

## Give Power Foundation
SolarCity ha lanzado la Fundación De Energía (Give Power Foundation ) para proporcionar energía solar a los más desfavorecidos, de forma que por cada megavatio de energía solar que instale, la empresa proporcionará electricidad a la sociedad, donando una combinación de sistema de energía solar y baterías a una escuela sin acceso a la electricidad.

## Almacenamiento. Red eléctrica
Tesla Energía ofrece los siguientes productos de almacenamiento de electricidad:
- Powerwall.
- Megapack, que permite realizar proyectos de bajo coste y alta densidad a escala de GWh.
- Utilitivas, empresas de servicio público eléctrico o red eléctrica:  controles de software y baterías a escala de red.[7]